# Партыка, Наталья
Наталья Дорота Партыка (пол. Natalia Dorota Partyka, род. 27 июля 1989 года в Гданьске) — польский игрок в настольный теннис, трёхкратный призёр чемпионатов Европы, шестикратная чемпионка Паралимпийских игр (2004, 2008, 2012, 2016, 2020), многократная чемпионка мира и Европы среди паралимпийцев. В 2008 году была награждена орденом Возрождения Польши 5-й степени,  а в 2013 году была награждена орденом 4-й степени.
Родилась без правой руки и предплечья, и помимо обычных соревнований (без возрастных или иных ограничений) принимает участие в соревнованиях для спортсменов с ограниченными возможностями. Участница четырёх Олимпийских игр (2008, 2012, 2016, 2020) и шести Паралимпийских игр (2000, 2004, 2008, 2012, 2016, 2020).

## Биография
Партыка выиграла свою первую международную медаль по настольному теннису в 1999 году, на чемпионате мира среди инвалидов. В возрасте 11 лет она участвовала в 2000 году в летних Паралимпийских играх в Сиднее, став самой юной участницей Паралимпийских игр. В 2004 году завоевала золотую медаль в одиночном разряде и серебро в командном зачёте на Паралимпийских играх в Афинах. В том же году она завоевала две золотые медали на чемпионате Европы для кадетов, организованном Международной федерацией настольного тенниса (ITTF). Последнее соревнование предназначалось для трудоспособных конкурентов. В 2006 году Партыка выиграла три золотые медали на Европейском паралимпийском чемпионате, одну золотую и две серебряные на чемпионате мира по настольному теннису для инвалидов Международного паралимпийского комитета, и серебро в командном зачёте на чемпионате Европы среди юниоров ITTF. Она завоевала две серебряные медали и одну бронзовую на том же соревновании 2007 года. Также в 2007 году Партыка выиграла три золотые медали на европейском паралимпийском чемпионате и бронзовую медаль на чемпионате мира ITTF среди команд-юниоров.
Наталья была одной из двух спортсменок, соревновавшихся в 2008 году как в Олимпийских, так и в Паралимпийских играх — второй была пловчиха Натали дю Туа. Это были её третьи Паралимпийские игры и первые Олимпийские. Конкурируя в классе 10 в Пекинской Паралимпиаде, она завоевала золото, победив китаянку Фан Лей со счётом 3:0.
В 2008 году она завоевала золотую медаль в одиночном и серебро в командном зачёте на Паралимпиаде в Пекине, повторив результат Паралимпийских игр 2004 года. В 2012 году на Паралимпиаде в Лондоне выиграла золото в личном классе 10, а также бронзу в командном классе 6-10. В 2016 году на Паралимпиаде в Рио-де-Жанейро  выиграла Архивная копия от 3 августа 2018 на Wayback Machine очередное золото в командном классе 6-10, также победив в личном разряде (10 класс).